# Сальва, Кароль
Кароль Сальва (иногда описывается под именем Карл и под фамилией Салва; словац. Karol Salva; 1849—1913) — словацкий писатель

, издатель, редактор, педагог, евангелический священник, общественный деятель и деятель просвещения, один из самых влиятельных книгоиздателей словацкой литературы своего времени.

## Биография
Карл Сальва родился 11 августа 1849 года в Жилинском крае в Словакии, которая тогда была частью Австро-Венгерской империи в семье кузнеца Яна Сальва (1819—1871) и его жены Зузаны (урожденная Ловичовой); у Карла был брат и четыре сестры. Получив необходимое образование работал сперва учителем в народных школах.
В 1880-х гг. Сальва издавал «Slovenský domový kalendar», журналы «Dom a škola» и «Priatel’ dietok» написанные в национальном духе, чем враждебно настроил против себя мадьяр. 
За статью «Co slovák, to človek» Сальва был лишен места и занялся книгоиздательством. Кроме небольших книг для народа, Сальва написал и напечатал «Pohrobné verśe» (1873), «Nezabudky», «Rychlý počtář», «Slovník slovensko-český a česko-slovenský» (вместе с Калалем), «Od Šumavy k Tatrám», «Národní spevník», переводы из Л. Н. Толстого и другие. 
С 1898 по 1901 год К. Сальва издавал и редактировал «Slovenské Listy».
В 1909 году Карл Сальва эмигрировал в Соединённые Штаты Америки, где работал редактором американо-словацкой газеты «Rarášek and Slovenský denník», которая выходила в Питтсбурге. 
В 1910 году он сдал экзамены по богословию, а после рукоположения с 1910 по 1911 год был евангелическим пастором в Плезант-Сити. 
С 1911 года до самой кончины 21 января 1913 года Карл Сальва был священником в Кливленде, штат Огайо, США. 
Дважды был в браке: первую жену звали Эмилия Леготска (1859—1897); в этом браке у них родились сын Милан (1891) и две дочери; со второй женой Марией Пивковой (1870—1951) у него было ещё три дочери и три сына.